# Liste der Bischöfe von Kreta
Die folgenden Personen waren Erzbischöfe und Bischöfe des Bistums Kreta auf Kreta (Griechenland):
- ? (1213)
- Giovanni Querini (? - 1252) (danach Bischof von Ferrara)
- Angelo Maltraverso, O.P. (1252 - 1255) (danach Patriarch von Grado)
- Leonardo Pantaleo (1260 - 1268)
- Matteo, O.P. (1289 - ?)
- Angelo Beacqua (1294 - ?)
- Leonardo Faliero (1302 - 1307)
- Nicola (1308 - 1314 ?)
- Alessandro di Sant’Elpidio, O.E.S.A. (1314 - 1334)
- Egidio di Gallutiis, O.P. (1334 - 1340)
- Francesco Michiel (1342 - 1349)
- Orso Dolfin (1349 - 1361) (danach Patriarch von Grado)
  - Orso Dolfin (1361 - 1363) (2. Mal, Apostolischer Administrator)
- Heiliger Pietro Tommaso, O.Carm. (1363 - 1364) (danach Patriarch von Konstantinopel)
- Seliger Francesco Querini (1364 - 1367) (danach Patriarch von Grado)
- Antonio Negri (1369 - ?)
- Pietro (1375 - ?)
- Matteo (1378 - ?)
- Cristoforo Gallina ?
- Antonio Contareno (1386 - 1387)
- Leonardo Dolfin (1387 - 1392) (danach Bischof von Castello)
- Marco Giustiniani (1392 - 1405)
- Francesco Pavoni (1406 - 1407 ?)
- Marco Marini (1407 - ?)
- Leonardo Dolfin (1408 - 1415)
- Pietro Donato (1415 - 1425) (danach Bischof von Castello)
- Fantino Valaresso (1425 - 1443)
- Fantino Dandolo (1444 - 1448) (danach Bischof von Padua)
- Filippo Paruta (1448 - 1458)
- Gerolamo Landi (1458 - 1493 oder 1494)
- Andrea Landi (1494 - 1505)
- Giovanni Landi (1506 - 1534 ?)
  - Lorenzo Campeggi (1534 - 1535) (Apostolischer Administrator)
- Pietro Landi (1536 - 1575)
- Lorenzo Vitturi (1576 - 1597)
- Tommaso Contarini (1597 - 1604)
- Aloisio Grimani (1605 - 1620)
- Pietro Valier (1620 - 1623) (danach Bischof von Vittorio Veneto)
- Luca Stella (1623 - 1632) (danach Bischof von Vicenza)
- Leonardo Mocenigo (1633 - 1644 deceduto)
- Giovanni Querini (1644 - ?)
- Sedisvakanz (1669-1874)
- Luigi Cannavò, O.F.M.Cap. (1874 - 1889)
  - Angelo Maria da San Giovanni Rotondo, O.F.M.Cap. (1889 - 1898) (Apostolischer Administrator)
  - Antonino da Pettineo, O.F.M.Cap. (1899 - 1908) (Apostolischer Administrator)
  - Francesco Giuseppe Seminara, O.F.M.Cap. (1908 - 1910) (Apostolischer Administrator)
- Francesco Giuseppe Seminara, O.F.M.Cap. (1910 - 1926)
  - Isidoro da Smirne, O.F.M. Cap. (1926 - 1933 ?) (Apostolischer Administrator)
- Lorenzo Giacomo Inglese, O.F.M.Cap. (1934 - 1935) (auch Bischof von Anglona-Tursi)
  - Roberto da Gangi, O.F.M. Cap. (1939 - 1948) (Apostolischer Administrator)
  - Amedeo Marcantonio Speciale da Gangi, O.F.M. Cap. (1948 - 1951) (Apostolischer Administrator)
  - Arsenio da Corfù, O.F.M. Cap. (1951 - 1952) (Apostolischer Administrator)
  - Georges Xenopulos, S.J. (1952 - 1974) (Apostolischer Administrator)
  - Franghískos Papamanólis O.F.M.Cap. (1974–2014) (Apostolischer Administrator)
  - Petros Stefanou (2014–2025) (Apostolischer Administrator)

## Quelle
Flaminio Corner, Creta sacra sive de episcopis utriusque ritus graeci et latini in insula Cretae, Venetiis 1755, vol. I, pp. LXX-LXXI; vol. II, pp. 42-105